# Bavigne
Bavigne (Luxemburgs: Béiwen, Duits: Böwen) is een dorp in de gemeente Lac de la Haute-Sûre en het kanton Wiltz in Luxemburg. Bavigne telt 139 inwoners (2012).
Toen in 1979 de gemeente Lac de la Haute-Sûre ontstond uit de fusie van de gemeenten Harlange en Mecher werd Bavigne het administratief centrum van de nieuwe gemeente.
Bavigne · Harlange · Kaundorf · Liefrange · Mecher · Nothum · Tarchamps · Watrange

Luxemburgse gemeenten · Kanton Wiltz · Luxemburg